# 방콕야이

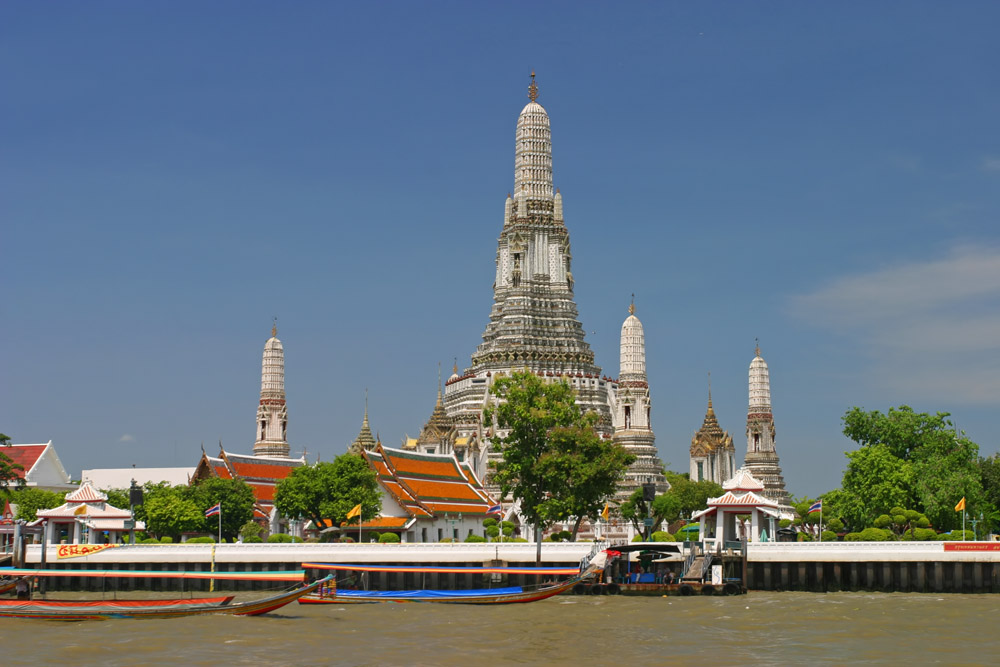

방콕야이(บางกอกใหญ่)는 방콕의 행정 구역이다. 이 지역의 총 인구 수는 2017년 기준으로 67768명이다. 인구 밀도는 10,965.69km2이다. 방콕노이, 프라나콘(짜오프라야강에 걸쳐), 톤부리, 파씨짜른, 딸링찬과 경계한다.

## 행정 구역
| 1. | Wat Arun     | วัดอรุณ   |
| 2. | Wat Tha Phra | วัดท่าพระ |